# 平西島
平西島（ぴにしじま、ぴにすじま）は、八重山列島の西表島の東側にある無人島である。行政区分としては沖縄県八重山郡竹富町字古見に属する。

## 地理
西表島東部の後良川の河口沖で、古見集落の東約0.4kmに位置する無人の小島であり、干潮時には歩いて渡ることができる。地元ではピニシと呼ばれる。

## 自然
近隣に位置する後良川小島とともに、亜熱帯照葉樹林が広がり、御嶽として親しまれているため、西表石垣国立公園の第2種特別地域に指定されている。また、周辺海域は、同国立公園の「西表島後良川河口」海域公園地区に指定されている。

## 歴史
島の全域から八重山先史時代（早稲田編年の第III期）に属する遺物が検出されており、1956年（昭和31年）10月19日に「平西貝塚」として琉球政府の文化財に指定され、1972年（昭和47年）には沖縄県の史跡となった。1958年（昭和33年）に行われた早稲田大学による発掘調査では、イシカゲガイやクモガイ等の貝殻、貝製品、外耳土器等が出土しており、12世紀-15世紀頃のものとみられる中国製陶磁器も発見されている。通常の往来が困難な場所にあるため、防衛的な性格を持ったものと考えられている。